# روز جهانی شطرنج
روز جهانی شطرنج هر ساله در ۲۰ ژوئیه، روز تأسیس فدراسیون بین‌المللی شطرنج (FIDE) در سال ۱۹۴۲ جشن گرفته می‌شود.
ایده این جشن توسط یونسکو پیشنهاد شد، و از سال ۱۹۶۶، پس از تأسیس توسط فدراسیون جهانی شطرنج، این روز جشن گرفته شد. فدراسیون جهانی دارای ۱۸۱ فدراسیون شطرنج زیر مجموعه است، رویدادها و مسابقات شطرنج را در سراسر جهان در این روز سازماندهی می‌کند. به گفته کرسان ایلیومژینوف، رئیس فیده، اخیراً در سال ۲۰۱۳، روز جهانی شطرنج در ۱۷۸ کشور جهان جشن گرفته شد. در ۱۲ دسامبر ۲۰۱۹، مجمع عمومی سازمان ملل متحد به اتفاق آرا قطعنامه ای را برای به رسمیت شناختن این روز تصویب کرد.